# Nadežda Dubovickaja
Nadežda Dubovickaja (in kazako Наде́жда Дубови́цкая?; tr. en.: Nadezhda Dubovitskaya; Semej, 12 marzo 1998) è un'altista kazaka.

## Palmarès
| Anno | Manifestazione             | Sede        | Evento        | Risultato | Prestazione | Note                          |
| ---- | -------------------------- | ----------- | ------------- | --------- | ----------- | ----------------------------- |
| 2016 | Campionati asiatici U20    | Ho Chi Minh | Salto in alto | Argento   | 1,74 m      |                               |
| 2016 | Mondiali U20               | Bydgoszcz   | Salto in alto | 16ª (q)   | 1,74 m      |                               |
| 2017 | Campionati asiatici        | Bhubaneswar | Salto in alto | 6ª        | 1,75 m      |                               |
| 2018 | Campionati asiatici indoor | Teheran     | Salto in alto | Bronzo    | 1,80 m      |                               |
| 2018 | Giochi asiatici            | Giacarta    | Salto in alto | Bronzo    | 1,84 m      |                               |
| 2019 | Campionati asiatici        | Doha        | Salto in alto | Argento   | 1,88 m      | Miglior prestazione personale |
| 2019 | Universiadi                | Napoli      | Salto in alto | 6ª        | 1,80 m      |                               |
| 2021 | Giochi olimpici            | Tokyo       | Salto in alto | 28ª (q)   | 1,86 m      |                               |
| 2022 | Mondiali indoor            | Belgrado    | Salto in alto | Bronzo    | 1,98 m      | Record asiatico               |
| 2022 | Mondiali                   | Eugene      | Salto in alto | 8ª        | 1,96 m      |                               |
| 2023 | Campionati asiatici indoor | Astana      | Salto in alto | Oro       | 1,89 m      |                               |
| 2023 | Giochi universitari        | Chengdu     | Salto in alto | 4ª        | 1,84 m      |                               |
| 2023 | Mondiali                   | Budapest    | Salto in alto | 9ª        | 1,90 m      |                               |
| 2023 | Giochi asiatici            | Hangzhou    | Salto in alto | Bronzo    | 1,86 m      |                               |
| 2024 | Mondiali indoor            | Glasgow     | Salto in alto | 8ª        | 1,88 m      |                               |
| 2024 | Giochi olimpici            | Parigi      | Salto in alto | 28ª (q)   | 1,83 m      |                               |

## Campionati nazionali
- Oro ai campionati kazaki indoor 2017
- Argento ai campionati kazaki 2017
- Oro ai campionati kazaki indoor 2018
- Argento ai campionati kazaki 2018
- Oro ai campionati kazaki indoor 2019
- Oro ai campionati kazaki 2019